# Xuân Tầm
Xuân Tầm là một xã thuộc huyện Văn Yên, tỉnh Yên Bái, Việt Nam.

## Địa lý
Xã Xuân Tầm nằm ở phía tây huyện Văn Yên, có vị trí địa lý:
- Phía đông giáp xã Tân Hợp
- Phía tây giáp xã Phong Dụ Thượng
- Phía nam giáp xã Đại Sơn
- Phía bắc giáp xã Phong Dụ Hạ và xã Đông An.

Xã Xuân Tầm có diện tích 71,34 km², dân số năm 2019 là 3.025 người, mật độ dân số đạt 42 người/km².

## Lịch sử
Địa bàn xã Xuân Tầm trước đây vốn là một phần của xã Phong Dụ thuộc huyện Văn Bàn (nay huyện Văn Bàn thuộc tỉnh Lào Cai).
Ngày 16 tháng 12 năm 1964, Chính phủ ban hành Quyết định số 177-CP. Theo đó, chuyển xã Phong Dụ thuộc huyện Văn Bàn về huyện Văn Yên mới thành lập quản lý.
Ngày 17 tháng 2 năm 1965, Bộ Nội vụ ra Quyết định số 44-NV về việc chia xã Phong Dụ thành 3 xã: Phong Dụ Thượng, Phong Dụ Hạ và Xuân Tầm.